# Амотозавр
Амотозавр (Amotosaurus rotfeldensis) — вимерлий вид морських діапсидних рептилій родини Tanystropheidae ряду проторозаври. Вид існував у тріасовому періоді в Європі. Скам'янілі рештки знайдені у горах Шварцвальд у Німеччині. Голотип SMNS 50830 складається з лівої частини верхньої щелепи, кісток посткраніального скелету та тазового поясу. Є і інші знахідки решток виду.